# Elisabeth Volkmann
Elisabeth Volkmann (Essen, 16 maart 1936 - München, 27 juli 2006) was een Duitse actrice, comédienne en stemartieste.

## Jeugdjaren
Elisabeth Volkmann groeide op in het Ruhrgebied. Na de dood van haar vader in 1948 droeg ze als kind al bij aan het levensonderhoud met  kleine optredens op het podium. Desondanks wilde ze haar droom om artieste te worden doorzetten, tegen de wil van haar moeder in. Aan de gerenommeerde Folkwang Universität in Essen voltooide ze de opleiding tot sopraan en actrice. In Essen kreeg ze haar eerste theaterrol, haar debuut als cabaretière was in München. Voor verdere verplichtingen in Berlijn, Hamburg en Zürich moest ze zich aan het serieuzere werk aanpassen. Aan het stedelijk theater in Neurenberg vertolkte ze naast Günter Strack de rol van Viola in Shakespeares opvoering Twelfe Night, Or what you will.

## Carrière
In 1960 kreeg ze een bijrol in de filmkomedie Eine Frau fürs ganze Leben van Wolfgang Liebeneier en stond ze met onder meer Ruth Leuwerik, Klausjürgen Wussow en Theo Lingen voor de camera. In 1964 werd ze geboekt voor de internationale productie Die Diamantenhölle am Mekong. Daarna bleven verdere goede aanbiedingen uit, zodat ze reeds vanaf 1968 ging meespelen in erotische filmen. In de film Zieh dich aus, Puppe kreeg ze een bijrol en was ze in ongeveer twintig andere filmen te zien, waaronder Hausfrauen-Report, Lehrmädchen-Report en Massagesalon der jungen Mädchen. Kleinere verbintenissen voor verheven producties, zoals Drei Männer im Schnee met Klaus Schwarzkopf, waren uitzonderlijk.
In het begin van de jaren 1980 werkte ze samen met de regisseur Rainer Werner Fassbinder, die haar rollen aanbood in zijn speelfilms Lili Marleen (1981), Lola (1981) en Die Sehnsucht der Veronika Voss (1982). In de Heimatfilm Die Geierwally (1988) van Walter Bockmayer vertolkte ze de rol van erfvorstin. Pas in 1993 kreeg ze weer een hoofdrol in Hape Kerkelings satire Kein Pardon, waarin ze de moeder Hilde Schlönzke speelde. In het begin van 2003 was ze te zien in de bioscoopfilm Planet B: The Antman, een Duitse actie-parodie met Götz Otto en Yasmina Filali.
Evenwijdig aan haar filmcarrière werkte Volkmann in talrijke Duitse tv-producties mee. Ze werd algemeen bekend als moeder Jolanthe van de Klimbim-familie in de gelijknamige tv-serie (1973 tot 1979, 30 afleveringen) van Michael Pfleghar. Hier groeide ze uit van een relatief onbekende actrice tot een scherpzinnige komediante. Optredens met kousenbanden, corsages en krulspelden werden haar stijl. In 2004 kwam de oorspronkelijke bezetting van de serie nog eenmaal samen voor het verfilmde theaterstuk Die Klimbim-Familie lebt. 
Na het succes met Klimbim werd Volkmann voor verschillende tv-series gecontracteerd, waaronder Derrick (1977), Der Alte (1979), Großstadtrevier (1987), Die Stadtindianer (1994), Die Rote Meile (1999) en Siska (2001). Ze trad ook op in diverse talkshows, waaronder Beckman, Menschen bei Maischberger en Zimmer frei! In 1990 en 1991 speelde ze in meer dan 20 afleveringen van de RTL-erotiekserie Schloß Pompon Rouge de rol van markiezin Marie-Antoinette von Bommelroth. Haar tegenspelers waren Katja Bienert en Jörg Bräuer.
Sinds 1991 was ze ook bekend door haar Duitse synchroonstem van Marge Simpson en haar tweelingzussen Patty en Selma uit de Amerikaanse animatieserie The Simpsons. De aflevering We’re on the Road to D’ohwhere eindigde met een boodschap aan Elisabeth Volkmann. Bovendien sprak ze de astrologe Milva Summer in het jeugd-hoorspel The Three Investigators (1998).

## Onderscheidingen
Volkmann werd voor haar artistieke prestaties geëerd met de hoogste Duitse tv-prijs, de Adolf-Grimme-prijs en de Duitse Comedy-prijs (voor Klimbim).

## Privéleven en overlijden
Volkman was twee keer getrouwd.
Op 27 juli 2006 in de avond werd Volkmann dood aangetroffen in haar dakwoning in de buurt van het Münchener Stachusplein. De politie werd gealarmeerd door een vrouwelijke reporter van een geïllustreerd blad, die een hele poos niets meer van haar had vernomen. Een week na haar overlijden werd haar urn anoniem bijgezet op het Waldfriedhof in München. Ze was 70 jaar.

## Filmografie

### Bioscoop
- 1960: Eine Frau fürs ganze Leben
- 1961: Immer wenn es Nacht wird
- 1964: Die Diamantenhölle am Mekong
- 1968: Zieh dich aus, Puppe
- 1969: Engelchen macht weiter – hoppe, hoppe Reiter
- 1970: Josefine Mutzenbacher
- 1971: Ehemänner-Report
- 1971: Hausfrauen-Report
- 1971: Schüler-Report
- 1971: Urlaubsreport – Worüber Reiseleiter nicht sprechen dürfen
- 1971: Liebe ist nur ein Wort
- 1971: Mache alles mit
- 1972: Die Klosterschülerinnen
- 1972: Lehrmädchen-Report
- 1972: Krankenschwestern-Report
- 1972: Liebe in drei Dimensionen
- 1972: Sex-Shop
- 1972: Massagesalon der jungen Mädchen
- 1973: Hausfrauen Report international
- 1973: Junge Mädchen mögen's heiß, Hausfrauen noch heißer
- 1973: Was Schulmädchen verschweigen
- 1973: Hausfrauen-Report 4
- 1973: Auch Ninotschka zieht ihr Höschen aus
- 1973: Geh, zieh dein Dirndl aus
- 1973: Alle Menschen werden Brüder
- 1974: Drei Männer im Schnee
- 1974: Charlys Nichten
- 1974: Magdalena – vom Teufel besessen
- 1974: Alpenglühen im Dirndlrock
- 1974: Bohr weiter, Kumpel
- 1974: Zwei Rebläuse auf dem Weg zur Loreley
- 1975: Berlinger
- 1977: Gefundenes Fressen
- 1977: Die gläserne Zelle
- 1981: Lili Marleen
- 1981: Lola
- 1982: Die Sehnsucht der Veronika Voss
- 1982: Drei gegen Hollywood
- 1983: Manuel
- 1984: Red Heat – Unschuld hinter Gittern
- 1988: Die Geierwally
- 1993: Kein Pardon
- 1998: Das große Krabbeln (stem)
- 2002: Planet B: The Antman

### Televisie
- 1964-1965: Unsere große Schwester (televisieserie, 13 afleveringen)
- 1967: Das Kriminalmuseum - die Briefmarke (televisieserie)
- 1973–1979: Klimbim
- 1977: Derrick – Das Kuckuksei (televisieserie)
- 1978: Polizeiinspektion 1 – Die Zeitungsrosl (televisieserie)
- 1978: Zwei himmlische Töchter (televisieserie)
- 1979: St. Pauli-Landungsbrücken – Vor Anker gehen
- 1979: Der Alte - Lippmann wird vermißt
- 1983: Die Krimistunde - Der letzte Drink (televisieserie)
- 1983: Leute wie du und ich - Ein geistreicher Morgen (televisieserie, als Elvira)
- 1984: Der Mann der keine Autos mochte - Vom Regen in die Traufe (televisieserie)
- 1984: Das Traumschiff - Rio
- 1985:  Die Krimistunde - Zwei Fliegen mit einer Klappe
- 1986: Geschichten aus der Heimat - Der Star des Abends (televisieserie)
- 1987: Die Krimistunde - Wer andern in der Grube gräbt
- 1987: Großstadtrevier: Fotos aus Ibiza
- 1987: Ein Heim für Tiere (televisieserie, 1 aflevering)
- 1988: Das Traumauto ((televisieserie, 2 afleveringen)
- 1989: Aufs Ganze (televisieserie, 2 afleveringen)
- 1989: Meister Eder und sein Pumuckl - Pumuckl will eine Uhr haben
- 1990–1991: Schloß Pompon Rouge
- 1991–2006: Marge Simpson en andere synchroonrollen bij de Die Simpsons|Simpsons
- 1992: Lilli Lottofee
- 1997: Wilde Zeiten
- 1998: Der Alte - Schlagt ihn tot (televisieserie)
- 1999: Die Rote Meile
- 2000: Die Rettungsflieger - Zu weit gegangen aflevering 25 als barones Stucken
- 2003–2005: Bernds Hexe (twee afleveringen, als Tante Ariadne)
- 2006: In aller Freundschaft - Dunkle Sterne

### Synchroonspreken
- The Simpsons (animatie): Marge Simpson (na haar dood nam Anke Engelke de rol voor haar rekening), Selma, Patty – stemmen, die in de Engelse taal door Julie Kavner gesproken werden.

### Hoorspelen
- 1998: Die drei Fragezeichen - Die Karten des Bösen (rol: Milva Summer)
- 1999: Ken Follet: Die Säulen der Erde (Regan) - regie: Leonhard Koppelmann (hoorspel, 9 delen) - WDR

- Gemeinsame Normdatei: 131930494
- International Standard Name Identifier: 0000 0000 6159 7040
- Library of Congress Control Number: no2014042271
- MusicBrainz: bb0e3173-777e-420f-bb71-c31a15ab8f60
- Virtual International Authority File: 57759219
- WorldCat: E39PBJhH3t6Qttrx6G3HbF8cT3